# Planta anual

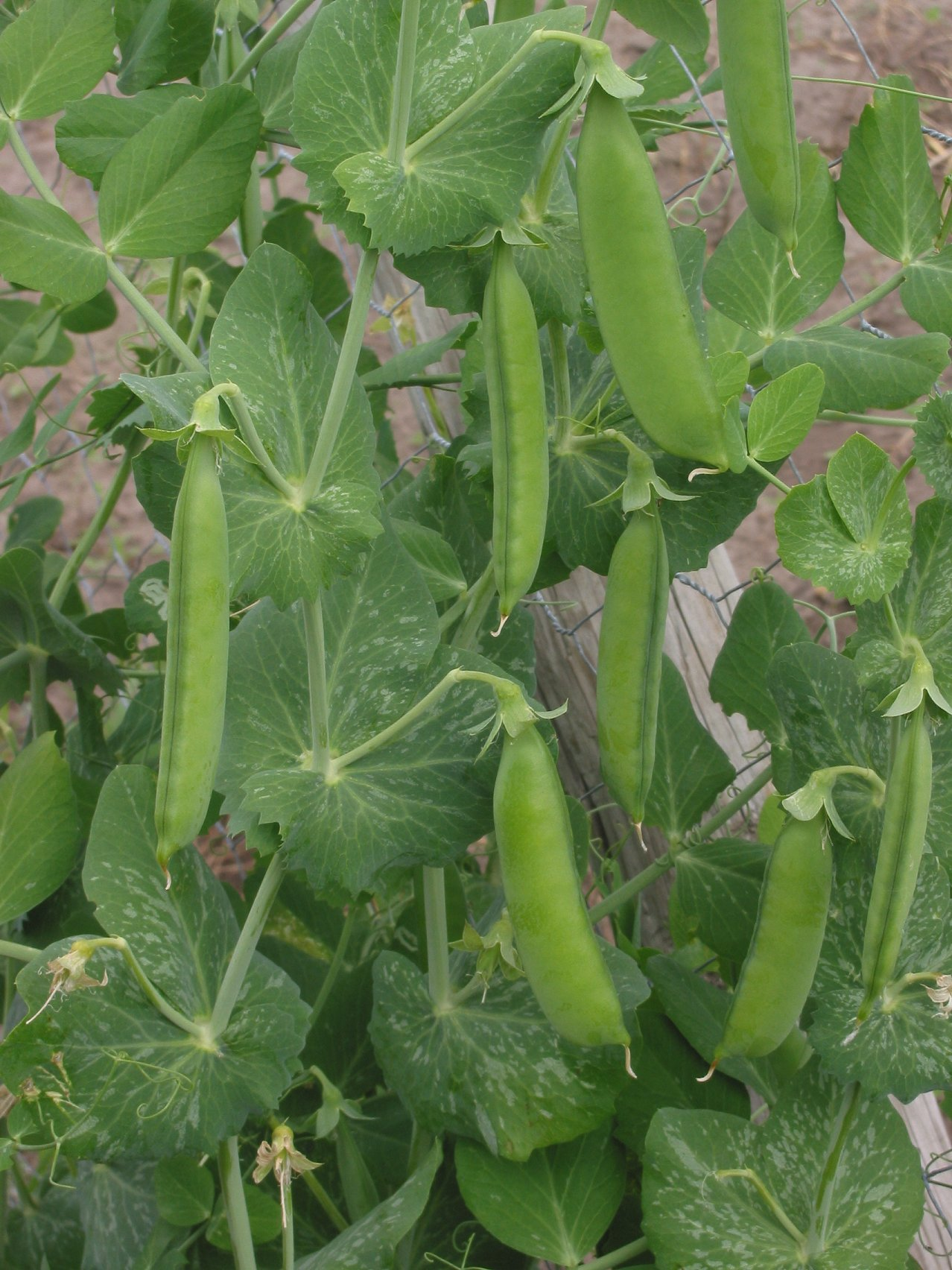
Els pèsols són una planta anual.

Una planta anual és una planta que completa el seu cicle de vida, des de la germinació fins a la producció de llavors, en un període de creixement, i després mor. En l'àmbit mundial, només el 6% de totes les espècies vegetals i el 15% de les plantes herbàcies (excepte els arbres i arbustos) són anuals. El cicle de vida anual ha sorgit de manera independent en més de 120 famílies de plantes diferents al llarg de tota la filogènia de les angiospermes.